# Liechtensteiner Radfahrerverband
Der Liechtensteiner Radfahrerverband (LRV) ist der für den Radsport zuständige Verband im Fürstentum Liechtenstein. Der Verband wurde 1950 gegründet und ist Mitglied des Weltradsportverbandes UCI, des europäischen Radsportverbandes UEC und des Liechtenstein Olympic Committee (LOC).

## Geschichte
Der Liechtensteiner Radfahrerverband wurde 1950 in Schaan gegründet. Gründungsmitglieder waren die Vereine „RV Schaan“ und „VC Vaduz“. Später traten die Vereine „VC Ruggell“, „RV Mauern“ und „VC Balzers“ dem Verband bei.
1966 wurden die verbindlichen Statuten des Verbandes beschlossen. Als Hauptaufgabe wurde die Förderung des Radsports im Fürstentum Liechtenstein festgeschrieben.
Der Verband konnte trotz der geringen Anzahl an Radrennfahrern Teilnehmer zu den Olympischen Sommerspielen, Straßenradsport-Weltmeisterschaften und Bahnradsport-Weltmeisterschaften entsenden.

## Präsidenten
- 1950–1951: Jakob Majer
- 1951–1951: Baron Eduard Alexander von Falz-Fein
- 1952–1952: Jakob Majer
- 1953–1973: Baron Eduard Alexander von Falz-Fein
- 1973–1979: Louis Oehri
- 1979–1988: Adolf Heeb[3]
- 1988–1995: Otto Büchel
- 1996–1997: Rico Cattaneo
- 1997–2004: Peter Rutz
- 2005–2006: Samuel Ritter
- 2007–2013: Yvonne Ritter-Elkuch
- 2013–1925: Paul Kind
- 2025– : Benedikt Mündle[4]